# Цар Освободител (булевард във Варна)
Вижте пояснителната страница за други значения на Цар Освободител.
„Цар Освободител“ е най-дългият булевард на Варна, който преминава през голяма част от града в посока запад-изток. Носи прозвището на руския император Александър II, който е царувал по време на Руско-турската война, довела до освобождението на България (и в частност Варна) от османско владичество.
Булевард „Цар Освободител“ започва от кръстовище с бул. „Приморски“ близо до Летния театър в Морската градина на Варна и завършва с пътния възел свързващ го с автомагистрала „Хемус“ до летище Варна.
Автобусни линии обслужващи булеварда: №7, №14, №17А, №20, №39, №41 №118, №118А, №148, №209, №209Б.

## Обекти
Северна страна
- Икономически университет - Варна (бивш ВИНС „Д.Благоев“)
- Площад „Съединение“
- МБАЛ „Света Анна“ (до 89-а година Окръжна болница)
- Супермаркет „Лидл“ (бивш супермаркет „Пикадили Център“)
- Факултет по дентална медицина на МУ – Варна
- Териториална проектантска организация
- Средношколски общежития „Михаил Колони“

Южна страна
- Младежки дом „Орбита“
- Професионална гимназия по електротехника
- Супермаркет Метро
- Магазин Технополис